# Connaught-Gebäude
Das Connaught-Gebäude (englisch Connaught Building, französisch Édifice Connaught) ist ein Verwaltungsgebäude des Bundes in der kanadischen Hauptstadt Ottawa. Die kanadische Steuerbehörde hat hier ihren Hauptsitz. Die Anlage ist seit 1990 als nationale historische Stätte klassifiziert, seit 1988 ist auch das Gebäude selbst als Baudenkmal von nationaler Bedeutung anerkannt.

## Lage und Beschreibung
Das Connaught-Gebäude steht zwischen Mackenzie Avenue und Sussex Drive direkt neben der US-Botschaft im Stadtteil Lowertown. In der unmittelbaren Nähe befinden sich außerdem das Château Laurier, das Ehemalige Gebäude des Geological Survey of Canada (beides ebenfalls nationale historische Stätten) und der Major’s Hill Park. 
Es besitzt einen langgezogenen rechteckigen Grundriss und einen erhöhten Mittelteil mit Eingangsportalen zu beiden Straßenseiten. Die beiden Eingänge befinden sich auf unterschiedlichen Geschossen, da die Mackenzie Avenue auf einem höheren Niveau verläuft, als der Sussex Drive. Türmchen befinden sich an allen Ecken und die Fassade ist im Tudor-Revival-Stil gestaltet.

## Geschichte
|  |  |

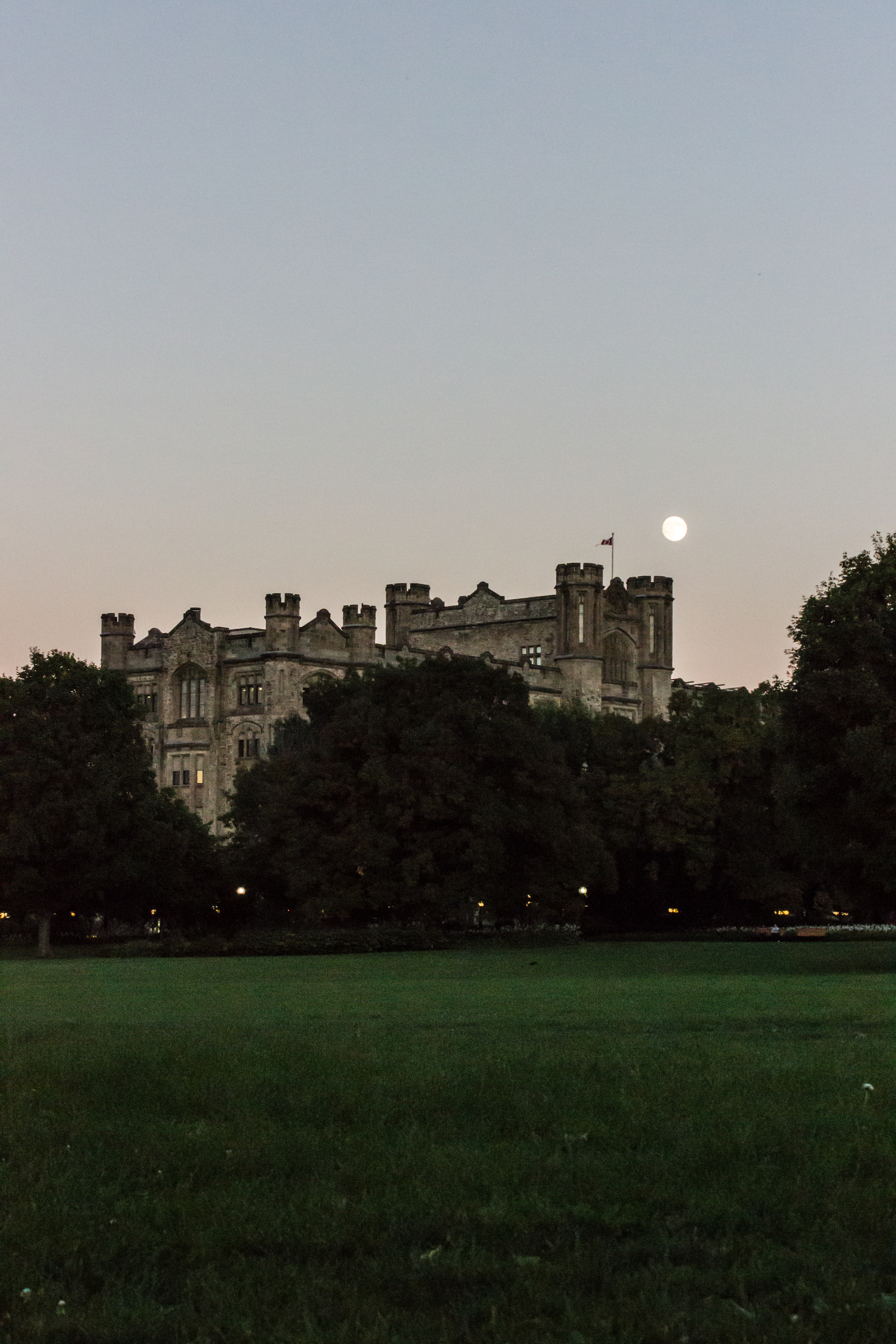
Mondaufgang über dem Hauptturm

1913 wurde der Bau begonnen. Gestaltet wurde es von David Ewart, dem Chefarchitekten für Bauvorhaben des Bundes zu jener Zeit. Es wurde von Anfang an von Finanzbehörden genutzt und nach Arthur, 1. Duke of Connaught and Strathearn benannt, der damals als Generalgouverneur von Kanada diente.
Heute befindet sich hier der Hauptsitz der Canada Revenue Agency (französisch  Agence du revenu du Canada). Sowohl der Behördenleiter als auch die zuständige Ministerin haben hier ihr Büro.